# Jurij Izrael
Jurij Antonijewicz Izrael (ros. Юрий Антониевич Израэль, ur. 15 maja 1930 w Taszkencie, zm. 23 stycznia 2014 w Moskwie) – radziecki i rosyjski geofizyk, meteorolog i polityk.

## Życiorys
Był synem Estończyka i Rosjanki. W 1953 ukończył Środkowoazjatycki Uniwersytet Państwowy w Taszkencie, pracował jako inżynier, starszy inżynier i młodszy pracownik naukowy Instytutu Geofizycznego Akademii Nauk ZSRR, w latach 1956-1961 był młodszym pracownikiem naukowym Instytutu Geofizyki Stosowanej Akademii Nauk ZSRR. Od 1955 należał do KPZR, następnie (1963-1973) był zastępcą dyrektora i dyrektorem Instytutu Geofizyki Stosowanej Głównego Zarządu Służby Hydrometeorologicznej przy Radzie Ministrów ZSRR, kolejno w latach 1973-1974 I zastępcą szefa, a w 1974 szefem Głównego Zarządu Służby Hydrometeorologicznej przy Radzie Ministrów ZSRR. W 1969 został doktorem nauk fizyczno-matematycznych, w 1973 profesorem, a w 1974 członkiem korespondentem Akademii Nauk ZSRR. Od maja do lipca 1978 przewodniczył Państwowemu Komitetowi Hydrometeorologii i Kontroli Środowiska Naturalnego, od lipca 1978 do stycznia 1988 Państwowemu Komitetowi ZSRR ds. Hydrometeorologii i Kontroli Środowiska Naturalnego, od stycznia 1988 do kwietnia 1991 Państwowemu Komitetowi ZSRR ds. hydrometeorologii, a od kwietnia 1991 do rozpadu ZSRR Komitetowi ds. Hydrometeorologii ZSRR. Od 23 lutego 1981 do 2 lipca 1990 był członkiem Centralnej Komisji Rewizyjnej KPZR. Deputowany do Rady Najwyższej ZSRR X i XI kadencji. W styczniu 1992 został dyrektorem Moskiewskiego Instytutu Problemów Klimatu i Ekologii Ziemi, a w 1994 akademikiem RAN. Został pochowany na Cmentarzu Nowodziewiczym.

## Odznaczenia i nagrody
- Order Lenina (1986)
- Order „Za zasługi dla Ojczyzny” II klasy (2010)
- Order „Za zasługi dla Ojczyzny” III klasy (2004)
- Order „Za zasługi dla Ojczyzny” IV klasy (1999)
- Order Rewolucji Październikowej (1980)
- Order Czerwonego Sztandaru Pracy (dwukrotnie – 1956 i 1978)
- Nagroda Państwowa ZSRR (1981)